# Cantó de Boulogne-Billancourt-Sud
El cantó de Boulogne-Billancourt-Sud és un antic cantó francès del departament dels Alts del Sena, que estava situat al districte de Boulogne-Billancourt. Comptava amb part del municipi de Boulogne-Billancourt.

## Municipis
- Boulogne-Billancourt (part)

## Història
| Data d'elecció                           | Identitat         | Partit                     | Qualitat |
| ---------------------------------------- | ----------------- | -------------------------- | -------- |
| 1967-1970                                | Emile Clet        | PCF                        |          |
| 1970-1976                                | Hubert Balança    | RPR, després divers droite |          |
| 1976-1994                                | Georges Duhamel   | RPR                        |          |
| 1994-2008                                | Francis Choisel   | RPF                        |          |
| 2008-                                    | Marie-Laure Godin | UMP                        |          |
| les dades anteriors no són pas conegudes |                   |                            |          |
|                                          |                   |                            |          |

## Demografia
| A partir de 1990: Població sense dobles comptes |